# Војна академија Вампу
Војна академија Вампу или Војна академија Народне Републике Кине (кинески: 中國國民黨陸軍軍官學校 / 中国国民党陆军军官学校, пинјин Zhōngguó Guómíndǎng Lùjūn Jūnguān Xuéxiào) је најпознатија војна школа која се током кинеске револуције специјализовала за војну обуку официра НРК. Академијаје изнедрила старешне који су се борили у многим кинеским сукобима у 20. веку, посебно Северној експедицији (9 јул 1926 – 29 децембарr 1928), Другом кинеско-јапанском рату и Кинеском грађанском рату.

## Историја
Војна академија је званично је основана 1. маја 1924. године под Куоминтангом (КМТ), али настава и практична обука започела је 16. јуна 1924. Инаугурација је била на острву Чангџоу, на обали  Вампуа (Хуангпу) у Гуангџоуу, по коме је добила име. 
Током уводних церемонија Сун Јан Сен одржао је говор који че касније  постати текст државне химне Републике Кине,  колоквијално позната као Тајван, фактички независна држава у источној Азији коју као такву признаје двадесетак држава. Народна Република Кина себе сматра наследницом Републике Кине, а територију коју контролише влада са Тајвана сматра својом.
Сматрана је једном од најважнијих институција Републике Кине заједно са Националним универзитетом Ченгчи (National Chengchi University),  који је престижни инкубатор за старије државне службе. 
Након што се влада Републике Кине повукла из континенталнод дела Кине на Тајван 1950. године, академија је поново успостављена као Војна академија Републике Кине у округу Фенгчан, Каохсиунг.
Једно време Академијом је руководио истакнути политичар Чанг Кај Шек, који је много учинио на пољу развоја образовних програма и унапређења метода обуке будућег војног кадра.
Значајан допринос развоју Академије Вампу дали су  и совјетски специјалисти као што су П.А. Павлов, В.К. Блуцхер, А.И. Черепанов, Г.И. Гилев, А.С. Бубнов и други. Активна сарадња са представницима совјетске војне елите омогућила је командном руководству академије да стекне непроцењиво искуство у обуци специјалаца.
Оригинална Војна академија Вампу постојала је од 1924. до 1926. Током шест термина уписала је више од 7.000 војника. У периоду од 1924. до 1926. године из Вампуа је отпуштено око 4.200 официра, који су учествовали у националним револуционарним кампањама, и у њима одиграли важну улогу у историји Кине. 
Након што је Чанг Кај Шек очистио Кинеску комунистичку партију током Северне експедиције, академија је пресељена (и преименована у Централна војна академија - ЦМА 中央 陸軍 軍官 學校) током 1927. године у Вухан), а годину дана касније у тадашњу новоосновану престоницу НР Кине, Нањинг,  као Кинеска радничка и сељачка војна академија  
После пораза војсковођа 1928. Академија се поново пресељена у Ченгду, а током јапанске инвазије у Другом светском рату на Тајван.
Након победе комуниста у континенталној Кини и успостављања Народне Републике Кине, 1950. године академија је поново основана у Фенгсхану, Каохсиунг, као Војна академија Републике Кине (陸軍官 校).

## Академија данас
Данас се у просторијама бивше академије налази меморијални музеј у коме је изложена јединствена колекција артефаката, посвећених војним активностима земље. Свако може да посети ову атракцију и  кроз експонате сазна више о значајном периоду кинеске историје у 20. веку.